# Johannes Meintjes
Johannes Petrus Meintjes (Riversdale, 19 maio 1923 - 7 julho 1980) foi um pintor, artista e escritor sul-africano.
Meintjes cresceu numa quinta famíliar, nas montanhas de Molteno, interior do Cabo Oriental. 
Viveu e trabalhou na Cidade do Cabo muitos anos onde ensinou arte, viajou entre exposições e ganhou uma série de prémios tanto sul-africanos quanto internacionais. 
Aos vinte anos, o jovem artista tinha já encontrado muita afinidade e harmonia com o Expressionismo alemão de artistas locais como Maggie Laubser e Irma Stern, sendo também um admirador e amigo de Alexis Preller e Cecil Higgs, declarando May Hillhouse como a sua maior mentora e crítica. 
Assim lançou a sua primeira exposição na Gainsborough Galleries em Pritchard Street, onde já em 1944 a vanguarda da Cidade do Cabo se reunia.
Foi nessa época e anos seguintes, que o jovem pintor e historiador forjou novas e duradouras amizades com muitos dos artistas mais estabelecidos na época entre eles, Ruth Prowse, Charles Peers, Gregoire Boonzaier, Jean Welz, Nenne Desmond, Frieda Lock. 
Em 1965 retirou-se definitivamente para Molteno, onde se concentrou na escrita. Com essa ganhou ainda vários prémios literários.